# Грэм, Стивен (писатель)
Стивен Грэм (англ. Stephen Graham; 1884—1975) — британский писатель и новеллист, путешественник, автор описаний путешествий.
В основном известен как описатель своих путешествий, в частности путешествий по предреволюционной России, а также путешествия с группой русских паломников в Иерусалим (1913 год). Как отмечают, интерес Грэма к России не ослабевал с тех пор, как в юности ему попался потрепанный экземпляр «Преступления и наказания» Достоевского. Его первые поездки в Россию относятся к 1906, 1907 годам.
Автор книги «По русской Средней Азии» про своё путешествие в русский Туркестан, в том числе в Ташкент в 1914 году. С началом Первой мировой войны исполнял обязанности корреспондента «Таймс» в России. Последний раз он будет там в 1916 году.
Грэм продолжал интересоваться Россией и в дальнейшем. В частности, Роман Гуль вспоминает, что Грэм редактировал британское издание его книги об Азефе; по словам Гуля, Грэм практически свободно, с небольшим акцентом говорил по-русски.
Авторы советского справочного издания «Литературная энциклопедия» (М., 1929—1939. — Т. 1—11) невысоко оценивали романы Стивена Грэма, считая, что он больше склонен к описанию этнографического материала в виде ряда жанровых картин, внешне скрепленных сюжетом[В какой именно статье это написано?].
В 1930-х годах он провёл несколько лет в Югославии.
Его отец был известным журналистом.

## Книги о России
- A vagabond in the Caucasus, with some notes of his experiences among the Russians (1911)
- Undiscovered Russia (1912)
- With the Russian pilgrims to Jerusalem (1913)
- Russia and the world; a study of the war and a statement of the world-problems that now confront Russia and Great Britain (1915)
- The way of Martha and the way of Mary (1915)
- Russia in 1916 (1917)

## Комментарии
1. ↑  Имеются переводы на русский язык.
2. ↑  В некоторых источниках также Сте́фан Грэ́хем, Грэхэм, Грехам.
3. ↑  Вариант перевода: «Через русскую центральную Азию» (Through Russian Central Asia, 1916).
4. ↑  В частности в 1925 году он написал роман «Распавшаяся Россия» (Russia in Division), посвященной судьбе России после революции. Содержание романа дало основание авторам «Литературной энциклопедии» — одиннадцатитомного справочного издания, издававшегося в СССР в 1929—1939 годах, рассматривать его как антисоветски настроенного писателя.